# Szigetvári kistérség
A Szigetvári kistérség egy kistérség volt Baranya megyében, Szigetvár központtal. 2013. január 1-jétől az újjáalakuló Szigetvári járás vette át a szerepét.

## Települései
| Almamellék   | Almáskeresztúr | Bánfa               | Basal           | Boldogasszonyfa |
| Botykapeterd | Bürüs          | Csebény             | Csertő          | Dencsháza       |
| Endrőc       | Gyöngyösmellék | Hobol               | Horváthertelend | Ibafa           |
| Katádfa      | Kétújfalu      | Kisdobsza           | Kistamási       | Magyarlukafa    |
| Merenye      | Molvány        | Mozsgó              | Nagydobsza      | Nagypeterd      |
| Nagyváty     | Nemeske        | Nyugotszenterzsébet | Patapoklosi     | Pettend         |
| Rózsafa      | Somogyapáti    | Somogyhárságy       | Somogyhatvan    | Somogyviszló    |
| Szentdénes   | Szentegát      | Szentlászló         | Szigetvár       | Szörény         |
| Szulimán     | Teklafalu      | Tótszentgyörgy      | Várad           | Vásárosbéc      |
| Zádor        |                |                     |                 |                 |